# Больница Джонса Хопкинса
Больница Джонса Хопкинса (англ. Johns Hopkins Hospital) — университетская клиника и центр биомедицинских исследований медицинского факультета Университета Джонса Хопкинса.
Расположена в Балтиморе, штат Мэриленд (США).

## История
Больница была основана на деньги, полученные по завещанию филантропа Джонса Хопкинса (в то время было самым крупным благотворительным наследством в истории Соединенных Штатов — 7 млн долларов США, что соответствует примерно 137,3 млн долларов в 2013 году). По мысли Хопкинса, учреждение должно было сочетать в себе лечение пациентов с преподаванием лечебного дела студентам и проведением научных исследований, также должны были быть построены: больница, аффилированные учебные заведения, университет и детский дом. Первые планы устройства больницы были разработаны хирургом Джоном Шоу Биллингсом. Архитектурный проект выполнен Джоном Рудольфом Нирнзее и завершён Эдвардом Кларком Каботом из Бостонской фирмы Кабот и Чендлер. Открытие состоялось 7 мая 1889 года.
Первый медицинский персонал — четыре врача, известных как «большая четверка»: патологоанатом Уильям Генри Уэлч, хирург Уильям Стюарт Халстед, терапевт Уильям Ослер и гинеколог Говард Этвуд Келли.
- Уильям Генри Уэлч
- Уильям Стюарт Халстед
- Уильям Ослер
- Говард Этвуд Келли

Больница Джонса Хопкинса и Школа медицины Джонса Хопкинса являются учреждениями-основателями современной американской медицины и родоначальниками многочисленных традиций.
В госпитале были заложены основы многих медицинских специальностей, включая нейрохирургию, урологию, гинекологическую патологию, эндокринологию, педиатрию, кардиохирургию и детскую психиатрию. Здесь впервые были проведены радикальная мастэктомия при раке молочной железы (до этого времени такой диагноз означал смертный приговор), операции на щитовидной железе, желчных протоках, при грыже, кишечной и артериальной аневризмах. Здесь впервые стали применять хирургические перчатки.
В 1893 году Госпиталь Джонса Хопкинса одним из первых медицинских школ стал допускать к обучению женщин. Решение начать совместное обучение стало результатом нехватки средств. Четыре дочери попечителей предложили собрать деньги, необходимые для открытия школы, но с условием приглашения в университет женщин. После нескольких обсуждений попечители согласились с их условиями и приняли финансовую помощь, против выступил только Уильям Генри Уэлч.

## Современное состояние
Больница Джонса Хопкинса — один из крупнейших, наиболее современных медицинских центров мира. Она занимает, по отчету U.S. News and World Report, первое место среди лучших больниц США в течение 20 лет подряд.

### Клинические отделы
| Отдел медицинской информатики Больница эпидемиологии и инфекционного контроля Интервенционной нейрорадиологии Ревматология Центр симуляции | ЛОР центр Центр социальной работы (медицинской и хирургической) Центр трансплантации и пересадки органов Транспортной медицины |

### Специализация
```

```

| -ЛОР -Гинекология -Нейрохирургия и неврология -Урология -Ревматология -Болезней почек -Офтальмология -Психиатрия | -Диабета и эндокринологии -Гастроэнтерология -Гериатрия -Кардиология и кардиохирургия -Онкология -Пульмонология -Ортопедия -Реабилитации |

## Известные сотрудники
- Карсон, Бен — директор клиники детской хирургии 1984—2013.